# Адамчик, Мирослав
Мирослав Адамчик (пол. Mirosław Adamczyk; род. 16 июля 1962, Гданьск, Польша) — польский прелат и ватиканский дипломат. Титулярный архиепископ Отриколи с 22 февраля 2013. Апостольский нунций в Либерии с 22 февраля 2013 по 12 августа 2017. Апостольский нунций в Гамбии с 8 июня 2013 по 12 августа 2017. Апостольский нунций в Сьерра-Леоне с 21 сентября 2013 по 12 августа 2017. Апостольский нунций в Панаме с 12 августа 2017 по 22 февраля 2020. Апостольский нунций в Аргентине с 22 февраля 2020.